# Парк технических видов спорта
Парк технических видов спорта — парк на юго-востоке Москвы, в районе Печатники. Был сформирован на месте стихийной свалки. Открыт 4 сентября 2018 года.

## История
Парк был образован на месте стихийной свалки площадью 12 га, существовавшей с первой половины 1990-х, реорганизация которой началась в 2011 году. Впоследствии представляющий биологическую угрозу мусор был вывезен, остальной — захоронен. Во избежание попадания фильтрата в грунтовые воды, по проекту членов геологического факультета МГУ был сооружён экранирующий барьер. После проведённого в 2015—2016 годах обновления грунта сложилась идея по созданию парка с трассами для технических видов спорта. Его архитектурой занималось бюро Apex Circuit Design Ltd из Британии. Помимо него, к проектированию были привлечены местные жители и спортивные организации. Общественное пространство формировалось с июня по сентябрь 2018 года. Открытие парка состоялось 4 сентября 2018 года.

## Описание
Парк расположен на левом берегу реки Москвы, близ Курьяновских станций аэрации. На отведённых ему 27,4 гектарах было проведено предметное зонирование на пять кластеров, в соответствии со спортивными объектами. Всего сооружено четыре спортивные трассы: для мотокросса, длиной 1880 метров; километровая многофункциональная шоссейно-кольцевая трасса; трасса для картинга; велосипедный памп-трек длиной 205 метров, отдельная площадка для дрифта. Около них открыты пункты аренды картов и мотоциклов, присутствуют трибуны. За счёт рельефа, трассы обозреваемы из большинства точек парка. К числу спортивных объектов парка также относится скейтплощадка. На прилегающей к инфраструктуре территории была разбита сеть пешеходных и велосипедных дорог, сделаны спуски к воде, размещены беседки и площадки. Для озеленения парка было выбрано 700 деревьев и 1700 кустарников, подобранных с учётом экологических факторов. В парке оборудованы места и мангалы для приготовления шашлыка.